# Vall de Somorrostro
La Vall de Somorrostro (en basc Somorrostro Harana) va ser, fins a 1805, una de les 10 repúbliques en les quals es dividia la comarca d'Encartaciones al territori històric de Biscaia. Actualment, es coneix a una part del territori de l'extinta entitat geogràfica sota el nom comú -no oficial- de Marge Esquerre (Ibai-Ezkerraldea) i la situada més a l'interior com Zona Minera (Meatzaldea) unes subcomarques del Gran Bilbao; mentre les situades mes a l'oest han mantingut el nom d'Encartaciones.

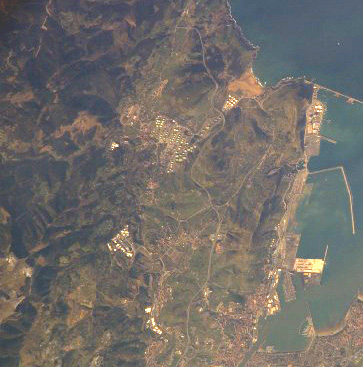
Vista aèria.

## Composició
Estava composta per dues entitats: els Tres Concejos, format per San Jorge de Santurtzi, Santa María de Sestao i San Salvador del Valle (de Trapagaran), i els Quatre Concejos, format per San Julián de Muskiz, San Román de Zierbena i Santa Juliana d'Abanto (o Abanto de Suso) i San Pedro d'Abanto (o Abanto de Yuso). Portugalete també va formar part de la Vall de Somorrostro fins a la seva constitució com a vila en 1322.

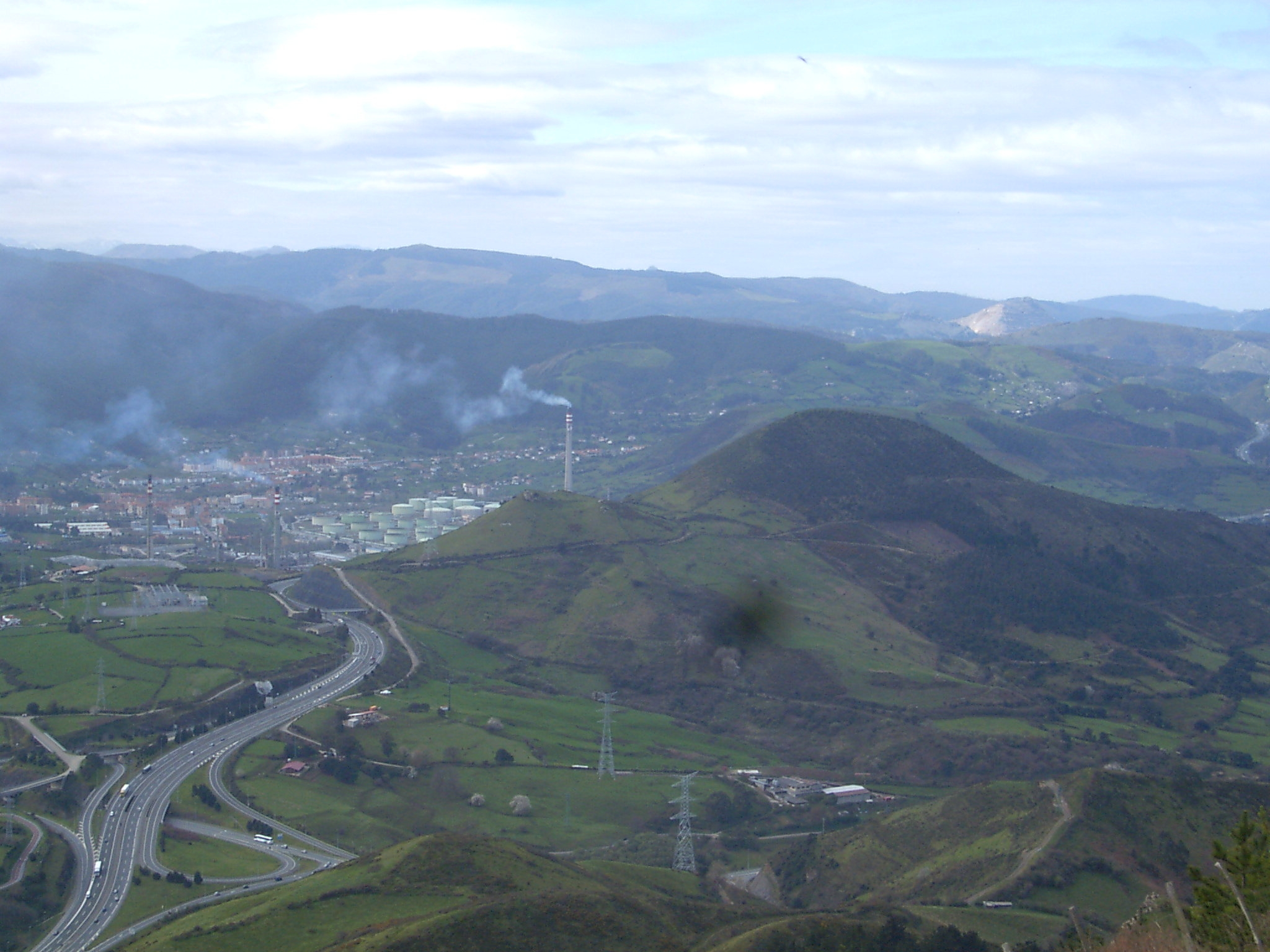
El Montaño i Muskiz des del Serantes.

## Història
Com la resta de repúbliques encartades, la Vall de Somorrostro es va regir pel Fur d'Ús i Costums pel qual es governaven les Encartaciones, reduït a escriptura en 1394, cinquanta-vuit anys abans que s'escrivís el fur de Biscaia. Van ser moltes les desavinences amb la resta del Senyoriu com demostra la mateixa història d'Encartaciones.

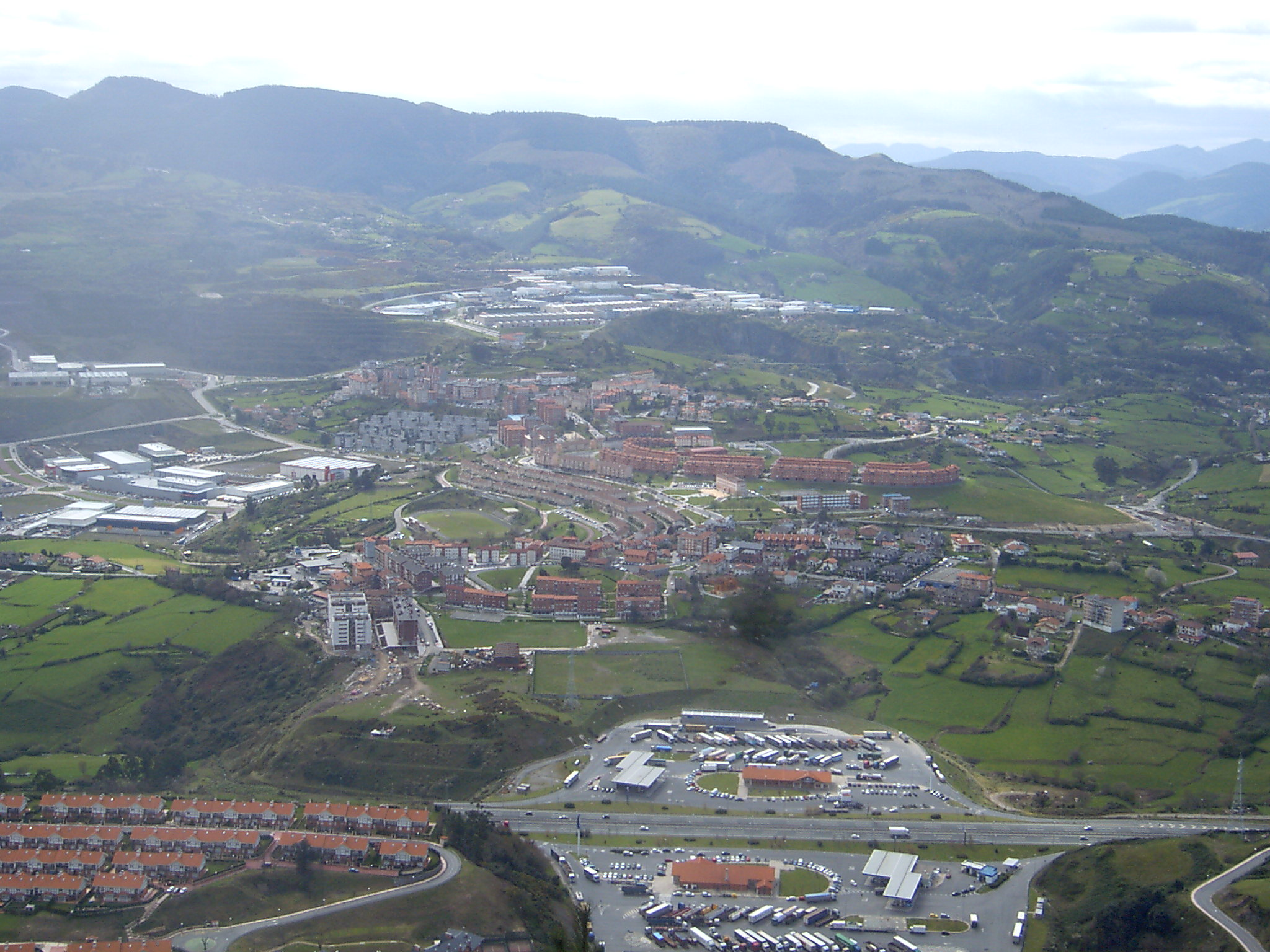
Abanto.

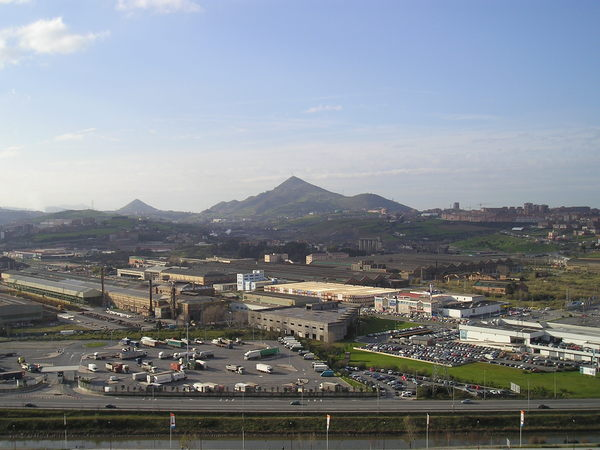
Polígons industrials d'Ibarzaharra a Sestao i Trapaga. Al fons les muntanyes Serantes i Montaño.

Tanmateix l'any 1799, els set concejos de la Vall de Somorrostro i les valls també encartades de Gordexola i Karrantza s'incorporen a la Junta de Guernica amb omnímoda i perpètua unió al seu govern i amb separació definitiva de la Junta d'Encartaciones. A partir de l'any 1804, conclosos els plets provinents d'alguns disconformes, van quedar total i definitivament incorporades totes les repúbliques encartades a la Junta de Guernica.

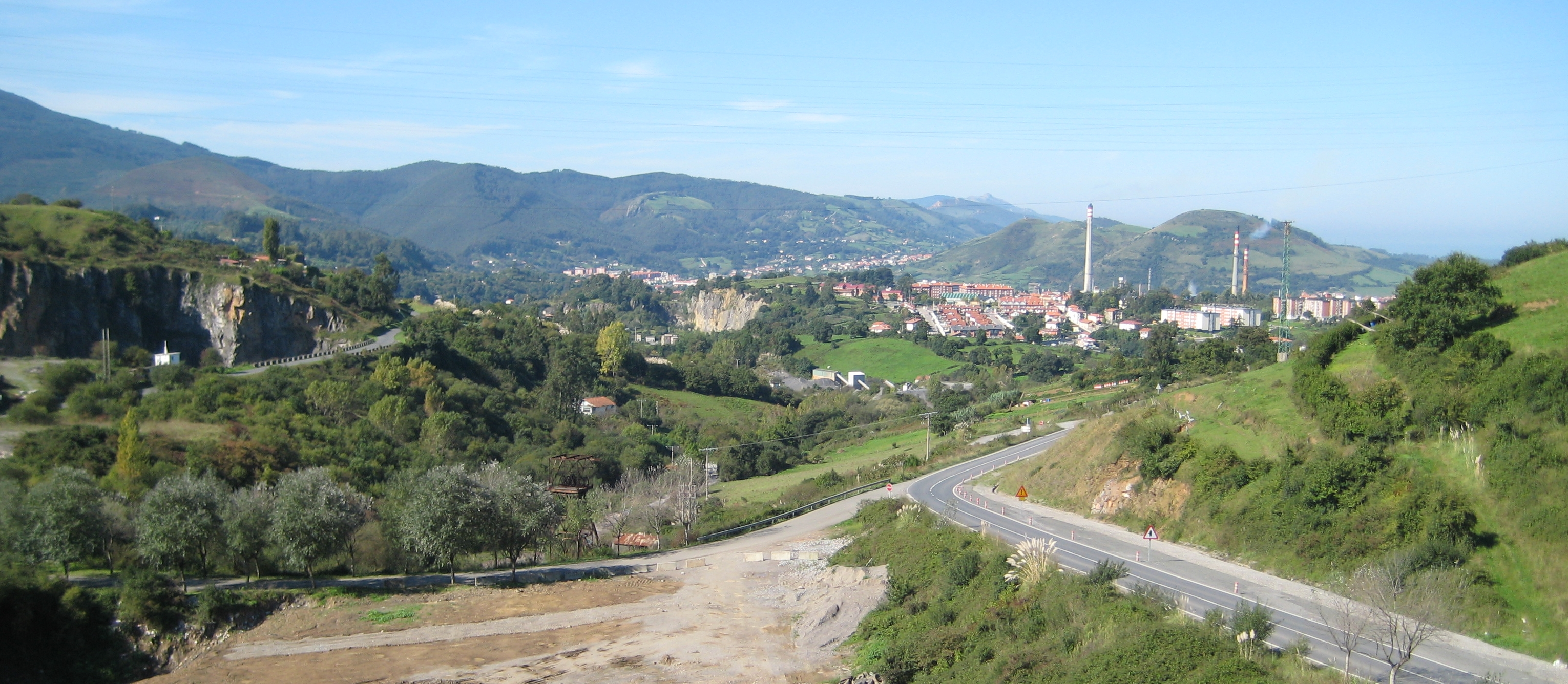
Muskiz des d'El Campillo.

Des d'aquesta data, les Valls i Concejos encartats, van formar part, individualment, de la Junta de Guernica, van viure en endavant en les mateixes condicions i amb els mateixos drets i deures que la Lur laua (Tierra Llana) biscaïna, tenint vot actiu i passiu a les Juntes Generals de Biscaia i formant un grup o merindad amb el títol d'Encartaciones. Van conservar els encartats la seva Audiència d'Avellaneda i la seva presó pròpia; mes la Junta d'Avellaneda va perdre la seva personalitat amb benefici a la unitat política de Biscaia.
En 1841 es va promulgar la “Llei d'Ajuntaments del Regne” que va suposar la constitució de nous ajuntaments en els anteriors concejos de la vall, acabant-se així amb la unitat territorial de Somorrostro.
L'any 1874, la Vall de Somorrostro va ser escenari de la batalla del mateix nom i decisiva en la resolució de les guerres carlines. Després de la caiguda del front carlí, els liberals van recuperar Bilbao assetjat pels partidaris del pretendent a la corona, conegut entre els carlistes com Carles VII. Muskiz i Abanto van ser escenari de grans batalles doncs tant carlins com liberals consideraven el seu control fonamental per dominar Bilbao. Fins a tres vegades es van enfrontar les tropes entre si en el que es coneix com les batalles de Somorrostro. La població civil va sofrir els embats de la guerra i, entre altres accions, es va decidir el bombardeig de San Juan de Somorrostro, actual i oficialment San Juan de Muskiz. La Proclama de Somorrostro (13-III-1876) va preconitzar la nova unitat constitucional d'Espanya (fixada en la Constitució de Juny d'aquest any) i va suposar l'abolició del foralisme basc.
Malgrat la seva integració en el territori històric de Biscaia, el 1931 la Vall de Somorrostro també es va veure immers en un debat autonomista generat a Encartaciones. La polèmica va néixer a Portugalete, com a oposició a l'Estatut Basco-Navarrès d'Estella-Lizarra, aprovat per nacionalistes bascos i tradicionalistes. Després de diverses reunions a Portugalete i Sopuerta, es van abandonar les aspiracions polítiques sobre un hipotètic Estatut d'Autonomia d'Encartaciones continuant, al costat de la resta de municipis encartats, en el territori històric de Biscaia.
Des de l'aprovació de l'Estatut d'Autonomia del País Basc de 1979 i l'actualització de les Directrius d'Ordenació del Territori, es va estructurar als municipis que van formar l'antic Vall de Somorrostro al costat d'altres 2 localitats (Barakaldo i Alonsotegi) dins de la subcomarca del Marge Esquerre del Gran Bilbao composta pels municipis de: Barakaldo, Alonsotegi (segregat de Barakaldo el 1991), Sestao, Portugalete, Santurtzi, Ortuella (fins a 1901 pertanyent a Santurtzi), Abanto-Zierbena, Zierbena (fins a 1995 integrada a Abanto-Zierbena), Muskiz, i Trapagaran. Encara que als municipis no riberencs de la ria de Bilbao popularment se'ls ha tret d'aquesta subcormarca introduint-los en la subcomarca de la Zona Minera.

## Errors toponímics
Tradicionalment, sol emprar-se per error en castellà el terme Somorrostro per referir-se al municipi de Muskiz). Aquest equívoc es produeix per associació amb l'anterior topònim del principal barri d'aquesta localitat biscaina: San Juan de Somorrostro (barri que oficialment s'anomena San Juan de Muskiz).